# Gary Chalk (illustratore)
Gary Chalk (Hertfordshire, 1952) è un illustratore e scrittore inglese.
Cresciuto nella campagna di Hertfordshire, in Inghilterra dove ha iniziato a giocare ai wargame all'età di 15. Ha conseguito il titolo accademico universitario "Bachelor" (Bachelor of Arts degree in design) e successivamente ha svolto il lavoro di insegnante d'arte e design per poi successivamente abbandonare l'insegnamento per darsi alla carriera di illustratore. Attualmente vive a Villedieu-les-Poêles, in Francia.
È noto soprattutto per il suo contributo alla serie di librigame della saga di Lupo Solitario (Lone Wolf), scritta da Joe Dever, illustrando i primi 8 e la guida illustrata a colori The Magnamund Companion (Dawn of the Darklords). Ha inoltre disegnato il gioco di ruolo (The Lone Wolf RPG) pubblicato dalla francese Mongoose Publishing.
Dopo l'interruzione delle illustrazioni per lupo solitario, Chalk, insieme allo scrittore David Kerrigan ha dato il via, tra il 1988 e il 1989, ad un progetto per un nuovo librogame, intitolato Prince of Shadows che riprendeva molte caratteristiche della saga letteraria fantasy ideata da Joe Dever. La serie, pubblicata dall'inglese Knight Books non ebbe un gran successo e si fermò a soli due volumi: Mean Streets e Creatures from the Depths.
Ha inoltre creato i disegni luce-buio alle pagine 12 e 13 del libretto gioco HeroQuest.
Successivamente ha collaborato all'illustrazione di altre serie di giochi e libri, tra i quali il gioco da tavolo Talisman e i primi sei volumi della serie di libri per bambini Redwall dello scrittore Brian Jacques; ha inoltre disegnato le mappe per l'intera serie di romanzi per ragazzi Warriors di Erin Hunter.
A partire dal 2009-2010, Gary Chalk è l'illustratore di libri dell'autore Allan Frewin Jones.

## Altre collaborazioni
- Battlecars e l'espansione Battlebikes
- Cry Havoc
- Curse of the Mummy's Tomb
- Fantasy Warlord
- Cadwallon
- Devil Kings